# Rhogeessa mira
Rhogeessa mira là một loài động vật có vú trong họ Dơi muỗi, bộ Dơi. Loài này được LaVal mô tả năm 1973.